# Chad Smith (baseball)
Pour les articles homonymes, voir Chad Smith et Smith.
Chad Dennis Smith (né le 2 octobre 1989 à Thousand Oaks, Californie, États-Unis) est un ancien lanceur de relève de la Ligue majeure de baseball.

## Carrière
Joueur des Trojans de l'université de Californie du Sud, Chad Smith est repêché au 17e tour de sélection par les Tigers de Détroit en 2011. Il fait ses débuts dans le baseball majeur le 22 juin 2014 comme lanceur de relève des Tigers contre les Indians de Cleveland. Après 10 matchs joués pour les Tigers en 2014, Smith est réclamé au ballottage par les Athletics d'Oakland le 26 février 2015. Il n'apparaît que dans deux matchs d'Oakland en 2015.
Il rejoint l'organisation des Rangers du Texas durant l'année 2015 et ceux-ci lui offrent un contrat des ligues mineures le 15 décembre de la même année.